# Famille de Madaillan de Lesparre
Pour les articles homonymes, voir Familles de Madaillan.
La famille de Madaillan de Lesparre est une famille noble éteinte de Guyenne qui semble avoir eu pour auteur Guillaume de Madaillan, sire de Lesparre, vivant au XIIIe siècle. Le berceau familial est à Madaillan (-Vieux) à Roumagne, juste au sud de La Sauvetat-du-Dropt qu'ont aussi possédée les Madaillan (à distinguer des du Fossat, seigneurs de Madaillan). On peut aussi consulter les généalogies classiques,.
Selon les sources autorisées, la Maison de Madaillan s'est éteinte en 1750 avec la branche de Madaillan de Lesparre, seigneurs de Montataire, marquis de Lassay.

## Origines
D'après Henri Jougla de Morenas, la famille de Madaillan de Lesparre, semble avoir pour auteur Guillaume de Madaillan, sire de Lesparre, vivant au XIIIe siècle dont le descendant Amaury de Madaillan, aurait laissé de Cécile de Durfort : 
- Guillaume, dont le petit-fils, autre Guillaume, sire de Lesparre, trouvé en 1408, épousa Jeanne d’Armagnac : leur descendante, Agnès, morte jeune, termine cette branche[6].
- Amanieu, qui aurait été père d’Amanieu de Madaillan, seigneur de Monviel, vivant au milieu du XVe siècle, allié à Jeanne de Lambertye, dont il eut deux fils :
  - Gilberton, sgr. de Monviel, peut-être souche de l'actuelle famille de Madaillan de Montataire car un rameau aurait subsisté en Périgord[7] (mais le rattachement de ce rameau n'est pas consensuel[8] : cf. l'article Familles de Madaillan).
  - et Arnaulton, acquéreur de Montataire en 1460, et dont la descendance s'est éteinte avec Léon de Madaillan de Lesparre, marquis de Lassay, comte de Manicamp et de Madaillan (1679-1750 ; décédé sans postérité mâle[1] : avec lui s'est éteinte la branche Lassay des Madaillan de Lesparre).

## Lassay
En 1590, Judith de Chauvigné, veuve du gouverneur assassiné par Charles du Bellay, avait amené en secondes noces à Jean de Madaillan, divers domaines, dont le Château du Bois-Froust. L'abjuration du roi Henri IV amena la famille du protestantisme au catholicisme avec Isaac de Madaillan de Lesparre, fils de Jean de Madaillan et de Judith de Chauvigné, qui, fixé dans le pays de sa mère, y complète en 1639 son domaine par l'achat du Château de Lassay et l'érection de son fief en marquisat en 1647.
- Louis de Madaillan, épôux de Marguerite de Fay
  - Jean de Madaillan de Lesparre[10] († 1627), époux de Judith de Chauvigné
    - Isaac de Madaillan de Lesparre, époux de Jeanne de Warignies
      - Antoinette de Madaillan
      - Louis II de Madaillan-Lespare, époux de Suzanne de Vipart, seigneur de Montataire, marquis de Lassay, puis époux de Louise-Marie-Thérèse de Bussy Rabutin
        - 1re Armand de Madaillan de Lesparre (1652-1738). Il épousa en premières noces le 11 février 1674 Marie-Marthe Sibour, en deuxièmes noces, le 1er juin 1677, Marianne Pajot et en troisièmes noces, le 20 mars 1696, Julie de Bourbon, fille naturelle du Prince de Condé
          - 1re Marie-Constance-Adélaïde de Madaillan, épouse de Gaspard-Alexandre, comte de Coligny-Saligny
          - 2e Léon de Madaillan de Lesparre
          - 3e Anne-Louise-Félicité de Madaillan-Lespare, épouse de Gabriel Simon comte d'O
            - Adélaïde Félicité Geneviève d'O, épouse de Louis de Brancas
              - Louis-Léon de Brancas

        - 2e Roger-Constant de Madaillan-Lespare
        - 2e Reine de Madaillan-Lespare, épouse de Léon de Madaillan de Lesparre

      - Gaston de Madaillan, chanoine régulier de l'Ordre de Saint Augustin, à l'Abbaye Sainte-Geneviève de Paris
      - René de Madaillan
      - François de Madaillan, époux d'Hélène de Bricqueville, seigneur de la Laire, et baron de Marsillé
      - Angélique de Madaillan, mariée en premières noces, à Tanneguy du Mesnil, puis à Jacques Doulcet de Pontécoulant
      - Marie-Madeleine de Madaillan, religieuse de l'Abbaye de la Trinité de Caen, fut nommée supérieure perpétuelle du Couvent des Bénédictines de Lassay.

    - Philippe de Madaillan, époux de Marie Olivier
      - Philippe de Madaillan, époux de Renée de l'Enfermat
        - Pierre de Madaillan
        - René de Madaillan, époux de Marie Buisnard, comte de Chauvigny
          - Jean-César de Madaillan
          - Débora-Philippe de Madaillan
          - Charles-Alexandre de Madaillan
          - Amaury-René de Madaillan

        - Amaury de Madaillan, seigneur de Chauvigny, époux de Suzanne du Boisguineheuc
          - Louis-Joseph de Madaillan, époux de Anne-Julienne de Béchamel de Nointel

    - Guy de Madaillan, seigneur de Roberval
    - Claude de Madaillan, baron de Montataire
    - Henri de Madaillan
    - Anne de Madaillan, épouse de Jean Palot, veuf de Louise Hurault

  - Josias de Madaillan de Lesparre, seigneur de Rhuis, époux de Claude de Feuste
  - Salomon de Madaillan de Lesparre
  - Charlotte de Madaillan de Lesparre, mariée à Denis Badin de Mouchy Saint-Eloi
  - Rachel de Madaillan de Lesparre, mariée à N... Huraut, baron de Lanta
  - Marie de Madaillan de Lesparre
  - Elisabeth de Madaillan de Lesparre, mariée à Jean du Puy, baron de Cases
  - Sarah de Madaillan de Lesparre,  mariée à François de Soyecourt, seigneur de Coutres et de Belleuse

## Personnalités
- Aimon et Isarn de Madaillan qui sont nommés avec Guillaume de Biron, dans une donation faite pour la fondation de la basilique Saint-Sernin de Toulouse en 1076[11].
- Ebrard et Brochard de Madaillan, donateurs de parcelles de terrain pour la fondation de l'abbaye de Cadouin[12].
- Guillaume-Amanieu de Madaillan, sire de Lesparre (1375-1414), maire et gouverneur de Bordeaux en 1404.
- Bertrand de Madaillan d'Estissac (1460-1522 ; fils de Jean de Madaillan d'Estissac, dont la mère Jeanne d'Estissac (elle-même héritière d'Amaury-Fergeant/Frégeant d'Estissac) apporta la baronnie d'Estissac aux Madaillan : Estissac soulève un problème de localisation car ce fief est dit en Aunis par certaines sources[13], dont Pol Potier de Courcy — le continuateur du Père Anselme au XIXe siècle pour l'Histoire de la Maison royale de France — alors qu'il s'agit en fait du pays d'Estissac en Périgord, Dordogne, juste au nord de Bergerac et à l'est de Mussidan : cf. St-Jean, St-Hilaire, St-Séverin[14],[15],[16] ; la méprise s'explique sans doute par le fait que les d'Estissac ou Madaillan ont donné des gouverneurs de l'Aunis), sénéchal de l'Agenais, sénéchal du Périgord, lieutenant-général et gouverneur de Guyenne, maire et gouverneur de Bordeaux. Il participa au siège d'Alexandrie en 1499 et épousa Catherine Chabot de Jarnac, la sœur de l'amiral Philippe.

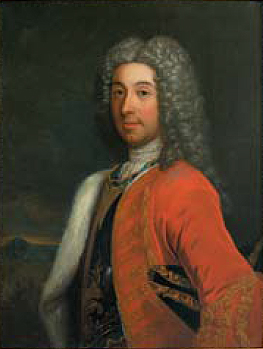
Léon de Madaillan de Lesparre, Marquis de Lassay

- Geoffroy de Madaillan d'Estissac, frère du précédent, évêque de Maillezais et protecteur de Rabelais.
- Louis de Madaillan d'Estissac, fils de Bertrand et neveu de l'évêque Geoffroy, gouverneur d'Aunis et Saintonge, bisaïeul du moraliste François VI de La Rochefoucauld.
- Charles de Madaillan d'Estissac, petit-fils de Bertrand, accompagna Montaigne dans son voyage en Italie. Il fut tué dans un duel de trois contre trois[17].
- Jean de Madaillan de Lesparre († 1627), seigneur de Montataire (seigneurie acquise par son trisaïeul Arnaulton de Madaillan-Lesparre au XVe siècle, en 1460), compagnon d'Henri IV, et réputé inébranlable dans sa foi huguenote.
- Louis II de Madaillan-Lespare, seigneur de Montataire, maréchal de camp à 22 ans, titulaire d'une pension du Roi pour ses hauts faits, il avait pris part à toutes les guerres étrangères et civiles, et son bras estropié portait le témoignage des trois blessures qu'il reçut à la Bataille de Lens.
- Armand de Madaillan de Lesparre (1652-1738), fils de Louis (1628-1708), petit-fils d'Isaac de Madaillan (qui fut, en héritage de sa mère Judith de Chauvigné, seigneur de Bois-Froust en Niort-la-Fontaine à Lassay-les-Châteaux ; puis il acquit Lassay en 1639 et en devint le premier marquis ; † 1649), et arrière-petit-fils du précédent ; marquis de Lassay.
- Léon de Madaillan de Lesparre, marquis de Lassay, comte de Manicamp et de Madaillan (1679-1750), fils du précédent et de Marie Anne Pajot (vers 1642-1681), mestre de camp du régiment de Lassay (1702-1710) du régiment d'Enghien (1710-1726), décédé sans postérité mâle[1], avec lui s'éteint la branche de Madaillan de Montataire [7],[5].
- Reyne (ou Reine) de Madaillan, femme et demi-tante du précédent, fit un don considérable pour l'édification, à la Pitié-Salpêtrière, d'un bâtiment destiné à accueillir les femmes "insensées". Elle était la fille de Louis de Madaillan (grand-père de Léon) et de sa seconde femme Louise-Marie-Thérèse de Bussy-Rabutin[18].